# 泰格福克鎮區 (密蘇里州謝爾比縣)
泰格福克鎮區（英語：Tiger Fork Township）是位於美國密蘇里州謝爾比縣的一個行政鎮區。

## 地方資料
泰格福克鎮區的面積為132.57平方千米，當中陸地面積為132.49平方千米，而水域面積為0.08平方千米。根據2020年美國人口普查的數據，當地共有人口207人，而人口密度為每平方千米1.56人。